# Warniki
Warniki (niem. Warnick) – część miasta Kostrzyna nad Odrą w województwie lubuskim, w jego wschodniej części. Rozopościerają się wzdłuż ulicy o nazwie osiedle Warniki.
Po II wojnie światowej Warniki znalazły się na terenie tzw. Ziem Odzyskanych (tzw. III okręg administracyjny – Pomorze Zachodnie). Weszły w skład małej gminy Kostrzyń (składającej się z samych Warnik i Dąbroszyna) w powiecie chojeńskim. 28 czerwca 1946 gmina weszła w skład nowo utworzonego woj. szczecińskiego. Mimo że miasto Kostrzyń przeniesiono w czerwcu 1946  do powiatu gorzowskiego w województwie poznańskim, gmina Kostrzyń z Warnikami pozostała w powiecie chojeńskim, w woj. szczecińskim. Wyludniona, 14 lutego 1946 gmina liczyła zaledwie 85 mieszkańców. 
W wykazach opartych na stanie administracyjnym po 1946 roku gmina Kostrzyń już nie występuje, a Warniki (i Dąbroszyn) włączono do powiatu gorzowskiego w województwie poznańskim; początkowo (1947) do nowo utworzonej gminy Kamień Mały, którą w 1948 roku przemianowano na Witnica. Gromady Warniki i Dęboszyn stanowiły wówczas specyficzną eksklawę, oddzieloną od głównej części gminy obszarem gminy Dębno (powiat chojeński, województwo szczecińskie) i gminy Torzym (powiat sulęciński, województwo poznańskie).
6 lipca 1950 Warniki weszły w skład nowego woj. zielonogórskiego.
W związku z reorganizacją administracji wiejskiej jesienią 1954, Warniki weszły w skład gromady Dąbroszyn, a po jej zniesieniu 1 stycznia 1959 – do gromady Kamień Mały.
Od 1973 ponownie w reaktywowanej gminie Kamień Mały (powiat gorzowski, woj. zielonogórskie). W latach 1975–1976 miejscowość administracyjnie należała do województwa gorzowskiego.
15 stycznia 1976 Warniki włączono do Kostrzyna.